# 大東糖業
大東糖業株式会社（だいとうとうぎょう）は、沖縄県那覇市に本社を置き、沖縄県島尻郡南大東村（南大東島）で製糖事業を行う製糖会社である。

## 概要
南大東島では1900年（明治33年）から開拓が行われてサトウキビの栽培が始まり、戦前には玉置商会、東洋製糖、大日本製糖によって製糖が行われた
　戦後、沖縄の製糖施設は太平洋戦争によって壊滅状態になった。また、占領期のアメリカ軍政府はサツマイモなどの食料作物の栽培をすすめていたため、終戦直後のさとうきび栽培はごくわずかであった。昭和22年（1947）当時の沖縄民政府(のちの琉球政府)工業副部長の宮城仁四郎氏は、「サツマイモと大豆の輪作だけでは病虫害や連作障害を発生しやすく、農家の現金収入も少ない」として、「沖縄糖業復興の急務について」の意見書を軍政府などに提出した。しかし、軍政府は「沖縄本島での糖業復興は食料の生産が減る」という理由から賛同をしなかった。軍政府として「人口が少なく、戦前糖業の盛んであった南大東島ではじめてはどうか」という提案であった。
　これにより昭和23年に大東糖業㈱が発足1950年（昭和25年）9月27日に戦後初の製糖会社として大東糖業が設立された。
　旧大日本製糖の焼け残った機械をもとに10月13日に工場の建設に着手し、翌1951年（昭和26年）3月15日（3月14日とする資料もある）に黒糖の生産を開始。
　その翌年の1952年（昭和27年）3月25日からは分蜜糖の生産も開始した。
　1967年（昭和42年）には工場を増設し原料圧搾量が850トン/日に増加した。

## 会社沿革
1947年（昭和22年）
沖縄民政府（のちの琉球政府）工業副部長 宮城仁四郎氏が「沖縄糖業復興の急務について」の意見書を提出。戦後、沖縄糖業復興のための検討が始まる。
1948年（昭和23年）
大東糖業株式会社が発足。南大東島における糖業復興に向けた第一歩が踏み出される。
1950年（昭和25年）9月27日
大東糖業株式会社が戦後初の製糖会社として正式に設立され、工場の建設が始まる。
1951年（昭和26年）3月15日
旧大日本製糖の焼け残った機械を使用し、黒糖の生産を開始。
1952年（昭和27年）3月25日
分蜜糖の生産を開始。
1967年（昭和42年）
工場を増設し、原料圧搾量が850トン/日に増加。
1971年（昭和46年）
オーストラリアからケーンハーベスターを導入。
1983年（昭和58年）
鉄軌道でのサトウキビ搬入を廃止。
1984年（昭和59年）
サトウキビ運搬車（いすゞフォアード30台）を導入
1998年（平成10年）
サトウキビ運搬車（日野レンジャー30台）へ切り替え。
2000年（平成12年）
アグリサポート南大東株式会社を設立し、農業支援活動を開始。
2004年（平成16年）
ボイラー・タービンを新設。
2015年（平成27年）
本社新社屋が完成。
2018年（平成30年）
秤量所2箇所を移転新設し設備を強化。
2019年（令和元年）
製品倉庫の拡張工事を実施し、容量を2000トンから3000トン以上に増加。
2020年（令和元年）
前処理設備が落成。
2021年（令和3年）
圧搾機および圧搾建屋を更新。
2023年（令和5年）
受け入れ無人化を実施。
現在：原料ヤード3000トン、圧搾量1000トン/日、原料糖110トン/日。

## 事業所
- 所在地 - 〒901-3805 沖縄県島尻郡南大東村字在所182番地[2]